# Culture de l'Alberta
 (mars 2025).
La mise en forme du texte ne suit pas les recommandations de Wikipédia : il faut le « wikifier ».
Les points d'amélioration suivants sont les cas les plus fréquents. Le détail des points à revoir est peut-être précisé sur la page de discussion.
- Les titres sont pré-formatés par le logiciel. Ils ne sont ni en capitales, ni en gras.
- Le texte ne doit pas être écrit en capitales (les noms de famille non plus), ni en gras, ni en italique, ni en « petit »…
- Le gras n'est utilisé que pour surligner le titre de l'article dans l'introduction, une seule fois.
- L'italique est rarement utilisé : mots en langue étrangère, titres d'œuvres, noms de bateaux, etc.
- Les citations ne sont pas en italique mais en corps de texte normal. Elles sont entourées par des guillemets français : « et ».
- Les listes à puces sont à éviter, des paragraphes rédigés étant largement préférés. Les tableaux sont à réserver à la présentation de données structurées (résultats, etc.).
- Les appels de note de bas de page (petits chiffres en exposant, introduits par l'outil «  Source ») sont à placer entre la fin de phrase et le point final[comme ça].
- Les liens internes (vers d'autres articles de Wikipédia) sont à choisir avec parcimonie. Créez des liens vers des articles approfondissant le sujet. Les termes génériques sans rapport avec le sujet sont à éviter, ainsi que les répétitions de liens vers un même terme.
- Les liens externes sont à placer uniquement dans une section « Liens externes », à la fin de l'article. Ces liens sont à choisir avec parcimonie suivant les règles définies. Si un lien sert de source à l'article, son insertion dans le texte est à faire par les notes de bas de page.
- La présentation des références doit suivre les conventions bibliographiques. Il est recommandé d'utiliser les modèles {{Ouvrage}}, {{Chapitre}}, {{Article}}, {{Lien web}} et/ou {{Bibliographie}}. Le mode d'édition visuel peut mettre en forme automatiquement les références.
- Insérer une infobox (cadre d'informations à droite) n'est pas obligatoire pour parachever la mise en page.

Pour une aide détaillée, merci de consulter Aide:Wikification.
Si vous pensez que ces points ont été résolus, vous pouvez retirer ce bandeau et améliorer la mise en forme d'un autre article.
 (août 2025).
 (mars 2025).
La culture de l'Alberta, province de l'ouest du Canada, est un mélange de traditions autochtones, d'influences européennes et nord-américaines, ainsi que d'éléments modernes issus de son développement économique et démographique.

## Histoire et influences culturelles
L'Alberta est historiquement habitée par plusieurs peuples autochtones, notamment les Pieds-Noirs, les Cris, les Dénés et les Métis. Ces communautés ont joué un rôle central dans le développement de la province et ont conservé une influence marquante dans l'art, la musique et les traditions locales.
Avec la colonisation européenne au XIXe siècle, les colons britanniques et français ont introduit leur propre culture, influençant notamment la langue, l'éducation et les institutions de la province. L'immigration massive au XXe siècle, en particulier en provenance de l'Europe, de l'Asie et plus récemment de l'Afrique et du Moyen-Orient, a diversifié la culture albertaine.

## Langues et diversité culturelle
L'anglais est la langue dominante en Alberta, bien que le français y soit également parlé, en particulier dans certaines communautés francophones comme Saint-Paul et Bonnyville. En outre, les langues autochtones et certaines langues issues de l'immigration, telles que le pendjabi, le tagalog et le mandarin, sont également présentes.

## Arts et littérature
L'Alberta possède une scène artistique dynamique avec des institutions culturelles majeures telles que le Musée Glenbow à Calgary et la Galerie d'art de l'Alberta à Edmonton. Plusieurs écrivains originaires de la province, comme W. O. Mitchell (en) et Rudy Wiebe, ont marqué la littérature canadienne.
Le cinéma et le théâtre sont également bien développés en Alberta, avec des festivals comme l'Edmonton International Fringe Festival, un des plus grands festivals de théâtre au monde.

## Musique et spectacles
La musique albertaine est influencée par la culture country, le folk et le rock. La province a vu émerger des artistes comme Corb Lund, Joni Mitchell (née en Saskatchewan mais ayant grandi en Alberta) et Nickelback. Le Stampede de Calgary, un des plus grands festivals de rodéo au monde, met en avant la culture western et attire chaque année des artistes de renommée internationale.

## Cinéma et télévision
L'Alberta est un lieu de tournage prisé grâce à ses paysages variés, qui vont des montagnes Rocheuses aux prairies. De nombreuses productions hollywoodiennes y ont été tournées, notamment Brokeback Mountain, The Revenant et Interstellar. La province accueille aussi plusieurs festivals de cinéma, comme le Calgary International Film Festival (en).

## Patrimoine et traditions
L'Alberta est réputée pour son patrimoine autochtone et western. Outre le Stampede de Calgary, des événements comme le Heritage Festival d'Edmonton mettent en valeur la diversité culturelle de la province.
Des sites historiques comme le précipice à bisons Head-Smashed-In, inscrit au patrimoine mondial de l'UNESCO, témoignent de l'histoire autochtone de la région.

## Cuisine
La cuisine albertaine reflète son héritage agricole et ses influences multiculturelles. Le bœuf de l'Alberta est renommé à travers le pays, et des plats comme le steak cowboy, le bison et la poutine sont populaires. Les influences asiatiques et européennes sont également visibles, avec une grande diversité de restaurants dans les principales villes.

## Sport et loisirs
Les sports jouent un rôle important dans la culture albertaine. La province compte plusieurs équipes professionnelles comme les Edmonton Oilers et les Calgary Flames en hockey sur glace. Le hockey, le football canadien et le rodéo sont particulièrement populaires.

## Conclusion
La culture de l'Alberta est un reflet de son histoire riche, de sa diversité ethnique et de son dynamisme artistique. Alliant traditions autochtones, héritage western et influences contemporaines, elle constitue un élément clé de l'identité canadienne.

## Sources
- Government of Alberta. "Alberta Culture and Tourism." https://www.alberta.ca/culture-and-tourism.aspx
- Glenbow Museum. "Collections & Exhibits." https://www.glenbow.org/
- Art Gallery of Alberta. "About Us." https://www.youraga.ca/
- Calgary Stampede. "About the Stampede." https://www.calgarystampede.com/
- UNESCO. "Head-Smashed-In Buffalo Jump." https://whc.unesco.org/en/list/158
- Edmonton International Fringe Festival. "History & Vision." https://www.fringetheatre.ca/